# João Ramalho
João Ramalho fue el fundador de la villa de Santo André da Borda do Campo (Brasil).
Nacido en Vouzela con el nombre de João Maldonado, fue llamado posteriormente Ramalho por su peluda barba. Estuvo casado con una tal Catalina, a la cual nunca más vio desde su partida cuando embarcó en una nao para buscar la Isla del Paraíso. Naufragó en la costa de lo que hoy es el estado de São Paulo, hacia 1513, y fue encontrado por la tribu de los indios guayazanes. Se adaptó bien a la vida en el Nuevo Mundo, ganando gran prestigio junto a los indios con los que vivía. Se casó con la hija del cacique Tibiriça, Bartira. Tuvo muchos hijos con su esposa y también con otras indias, ya que en la cultura nativa había gran libertad sexual.
El reencuentro con los portugueses fue sorprendente. Los portugueses esperaban una gran batalla contra un gran número de indios que caminaba en dirección a São Vicente, fundada hacía dos años por Martin Afonso de Sousa. En vez de sufrir una batalla, se encontraron con João Ramalho, quien utilizó su gran influencia sobre la tribu para ayudar a sus compatriotas.